# Championnat d'Europe masculin de volley-ball 1999
Navigation
Pays-Bas 1997 Rép. tchèque 2001
Le 21e championnat d'Europe masculin de volley-ball s'est déroulé du 7 au 12 septembre 1999 à Vienne (Autriche).

## Équipes présentes
- Autriche
- Bulgarie
- France
- Italie
- Pays-Bas
- Rép. tchèque
- Russie
- RF de Yougoslavie

## Premier tour

### Composition des poules
| Poule A                                       | Poule B                                                               |
| --------------------------------------------- | --------------------------------------------------------------------- |
| Site : Vienne Autriche Bulgarie Italie Russie | Site : Wiener Neustadt France Pays-Bas Rép. tchèque RF de Yougoslavie |

### Poule A -Vienne

#### Classement
| # | Équipe   | Pts | J | G | P | Sp | Sc | Ratio | Pp  | Pc  | Ratio |
| - | -------- | --- | - | - | - | -- | -- | ----- | --- | --- | ----- |
| 1 | Russie   | 6   | 3 | 3 | 0 | 9  | 2  | 4.5   | 264 | 211 | 1.251 |
| 2 | Italie   | 5   | 3 | 2 | 1 | 7  | 3  | 2.333 | 233 | 209 | 1.115 |
| 3 | Bulgarie | 4   | 3 | 1 | 2 | 4  | 6  | 0.667 | 214 | 227 | 0.943 |
| 4 | Autriche | 3   | 3 | 0 | 3 | 0  | 9  | 0     | 161 | 225 | 0.716 |

### Poule B -Wiener Neustadt

#### Classement
| # | Équipe            | Pts | J | G | P | Sp | Sc | Ratio | Pp  | Pc  | Ratio |
| - | ----------------- | --- | - | - | - | -- | -- | ----- | --- | --- | ----- |
| 1 | RF de Yougoslavie | 5   | 3 | 2 | 1 | 7  | 5  | 1.4   | 288 | 247 | 1.166 |
| 2 | Rép. tchèque      | 5   | 3 | 2 | 1 | 7  | 7  | 1     | 295 | 314 | 0.939 |
| 3 | France            | 4   | 3 | 1 | 2 | 6  | 6  | 1     | 262 | 286 | 0.916 |
| 4 | Pays-Bas          | 4   | 3 | 1 | 2 | 5  | 7  | 0.714 | 278 | 276 | 1.007 |

## Phase finale

### Places 1 à 4 -Vienne
|  | Demi-finales      | Demi-finales |                        |   | Finale       | Finale       |
|  | Demi-finales      | Demi-finales |                        |   | Finale       | Finale       |
|  |                   |              |                        |   |              |              |
|  | 11 septembre      | 11 septembre |                        |   | 12 septembre | 12 septembre |
|  | 11 septembre      | 11 septembre |                        |   | 12 septembre | 12 septembre |
|  | RF de Yougoslavie | 1            |                        |   | 12 septembre | 12 septembre |
|  | RF de Yougoslavie | 1            |                        |   | 12 septembre | 12 septembre |
|  | Italie            | 3            |                        |   | 12 septembre | 12 septembre |
|  | Italie            | 3            | Italie                 | 3 |              |              |
|  | 11 septembre      |              | Italie                 | 3 |              |              |
|  |                   | Russie       | 1                      |   |              |              |
|  | Russie            | Russie       | 1                      | 3 |              |              |
|  | Russie            |              |                        | 3 |              |              |
|  | Rép. tchèque      | 0            |                        |   |              |              |
|  | Rép. tchèque      | 0            | Match pour la 3e place |   |              |              |
|  |                   |              |                        |   |              |              |
|  | 12 septembre      |              |                        |   |              |              |
|  |                   |              |                        |   |              |              |
|  | RF de Yougoslavie | 3            |                        |   |              |              |
|  | RF de Yougoslavie | 3            |                        |   |              |              |
|  | Rép. tchèque      | 0            |                        |   |              |              |
|  | Rép. tchèque      | 0            |                        |   |              |              |

### Places 5 à 8 -Vienne
|  | Tour de classement | Tour de classement |          |   | 5e place     | 5e place     |
|  | Tour de classement | Tour de classement |          |   | 5e place     | 5e place     |
|  |                    |                    |          |   |              |              |
|  | 11 septembre       | 11 septembre       |          |   | 12 septembre | 12 septembre |
|  | 11 septembre       | 11 septembre       |          |   | 12 septembre | 12 septembre |
|  | Pays-Bas           | 3                  |          |   | 12 septembre | 12 septembre |
|  | Pays-Bas           | 3                  |          |   | 12 septembre | 12 septembre |
|  | Bulgarie           | 0                  |          |   | 12 septembre | 12 septembre |
|  | Bulgarie           | 0                  | Pays-Bas | 3 |              |              |
|  | 11 septembre       |                    | Pays-Bas | 3 |              |              |
|  |                    | France             | 2        |   |              |              |
|  | France             | France             | 2        | 3 |              |              |
|  | France             |                    |          | 3 |              |              |
|  | Autriche           | 0                  |          |   |              |              |
|  | Autriche           | 0                  | 7e place |   |              |              |
|  |                    |                    |          |   |              |              |
|  | 12 septembre       |                    |          |   |              |              |
|  |                    |                    |          |   |              |              |
|  | Bulgarie           | 3                  |          |   |              |              |
|  | Bulgarie           | 3                  |          |   |              |              |
|  | Autriche           | 0                  |          |   |              |              |
|  | Autriche           | 0                  |          |   |              |              |

## Récompenses individuelles
- MVP:  Andrea Giani
- Meilleur attaquant :  Bas Van de Goor
- Meilleur centrale :  Bas Van de Goor
- Meilleur serveur :  Andrea Giani
- Meilleur défenseur :  Daniel Lion
- Meilleur passeur ::  Peter Blange
- Meilleur réceptionneur :  Sergueï Tetioukhine

## Palmarès
| Place                      | Pays              |
| -------------------------- | ----------------- |
| Médaille d'or, Europe      | Italie            |
| Médaille d'argent, Europe  | Russie            |
| Médaille de bronze, Europe | RF de Yougoslavie |
| 4e                         | Tchéquie          |
| 5e                         | Pays-Bas          |
| 6e                         | France            |
| 7e                         | Bulgarie          |
| 8e                         | Autriche          |